# Norsholmen

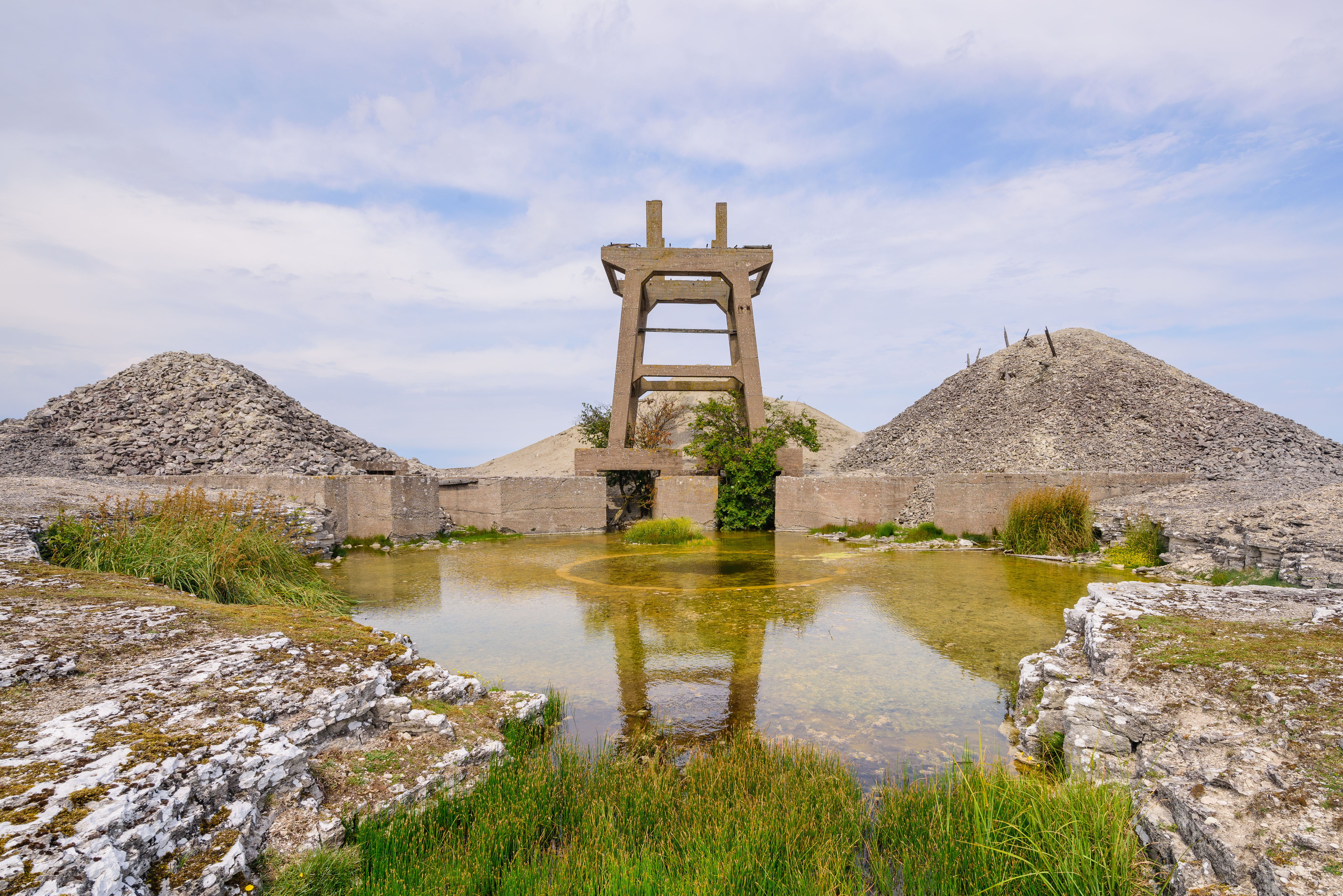
Industrilämning på Norsholmen.

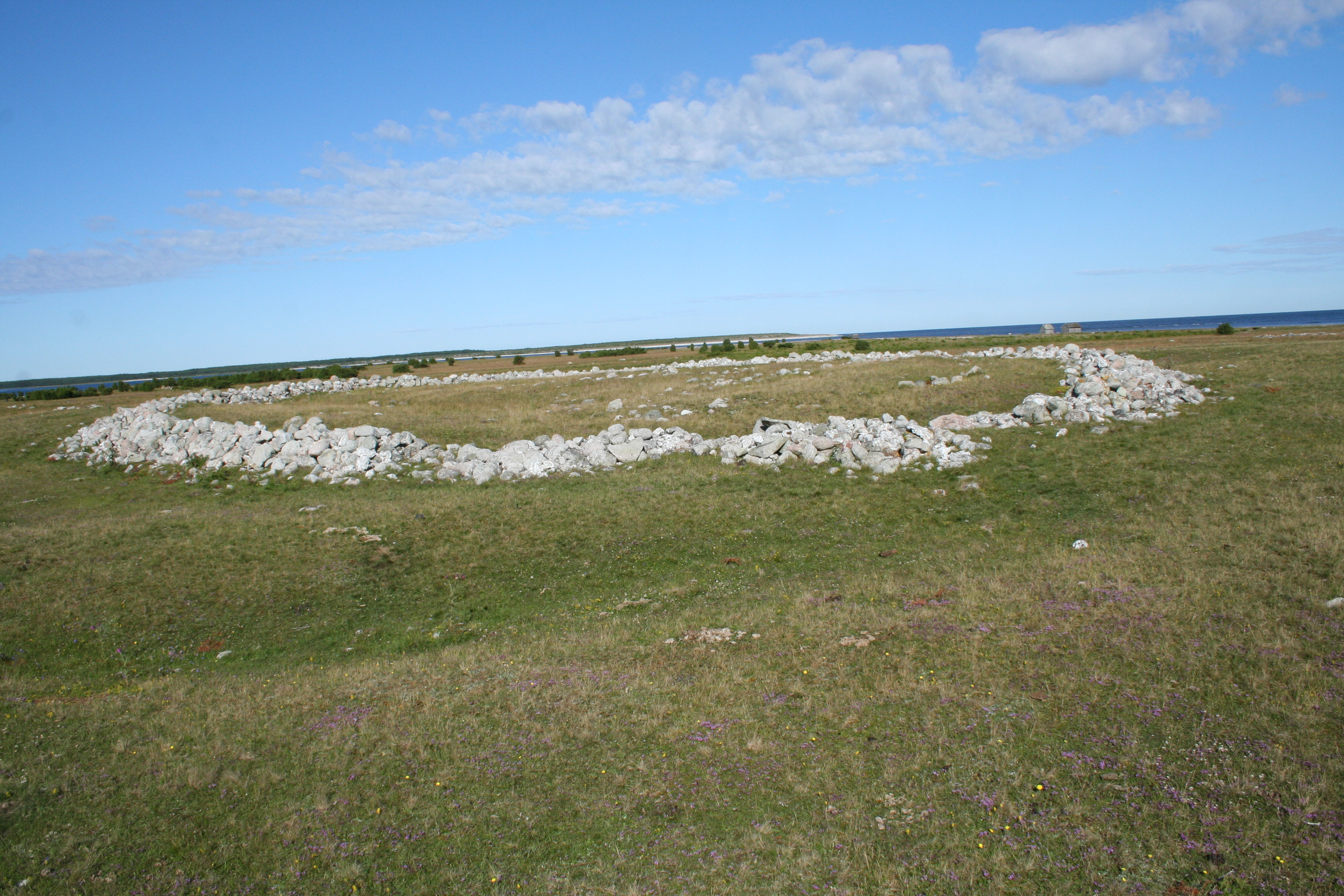
”Kyrkogården” på Norsholmen.

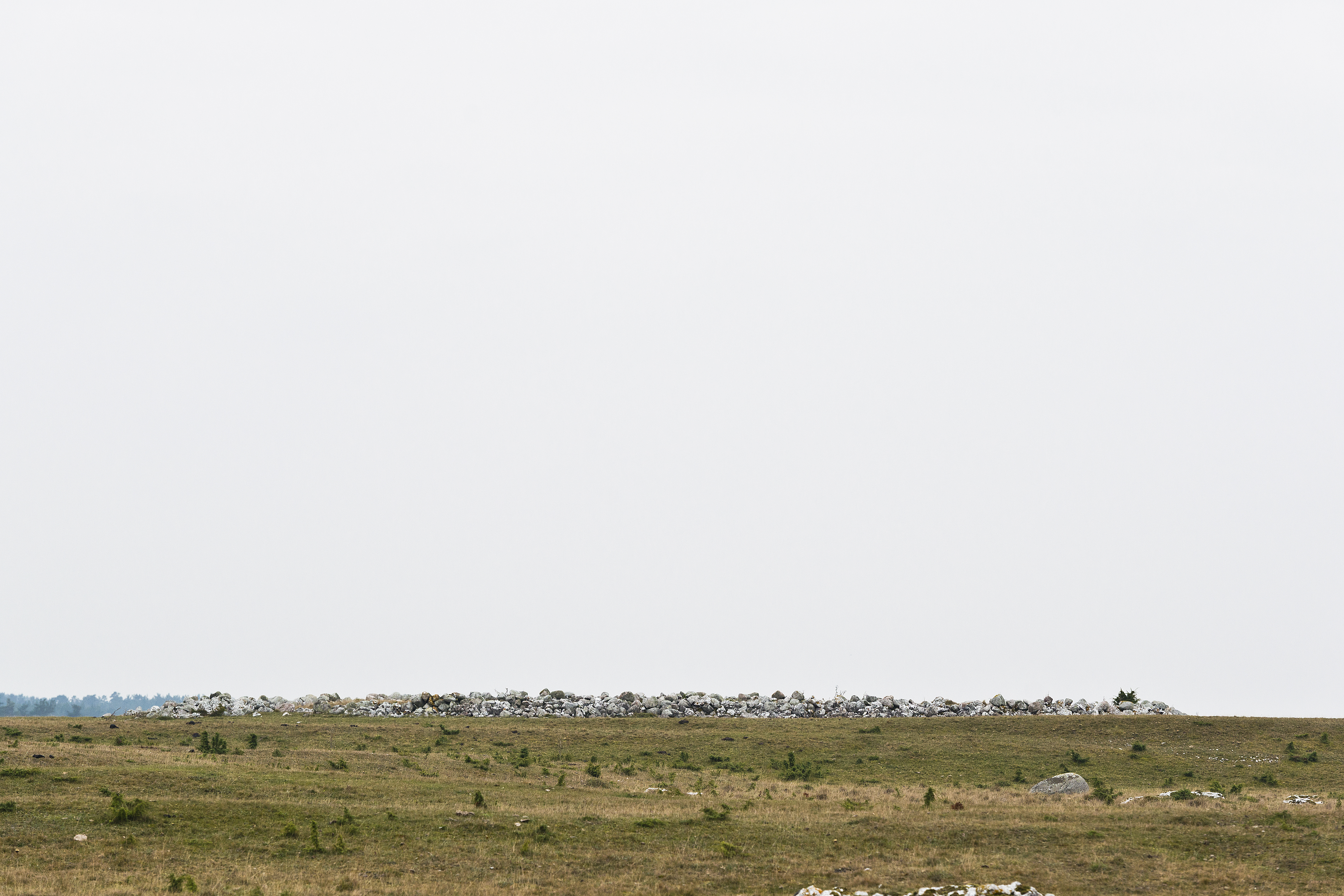
Ringvall - begravningsplats

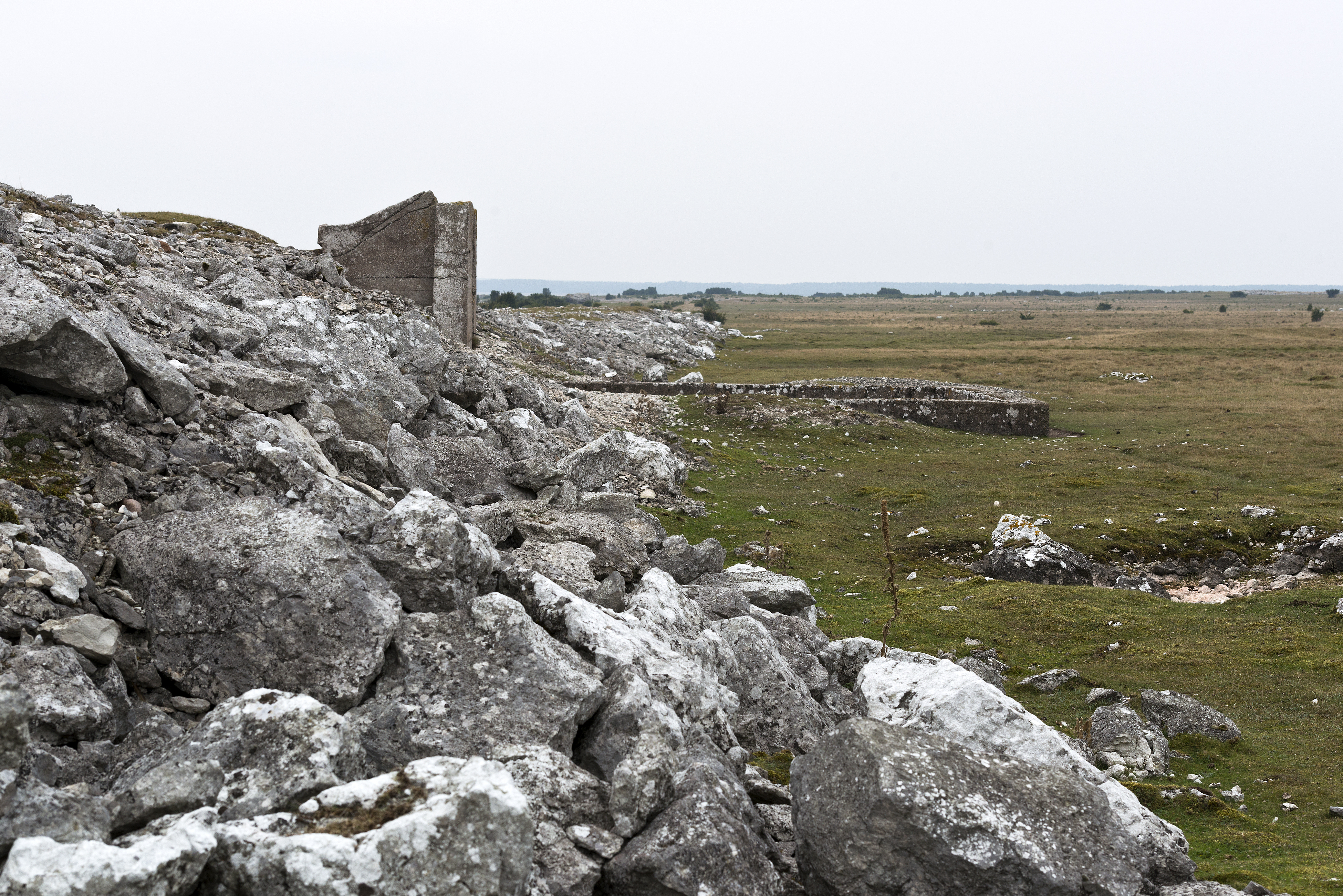
Banvall kalkstensindustri

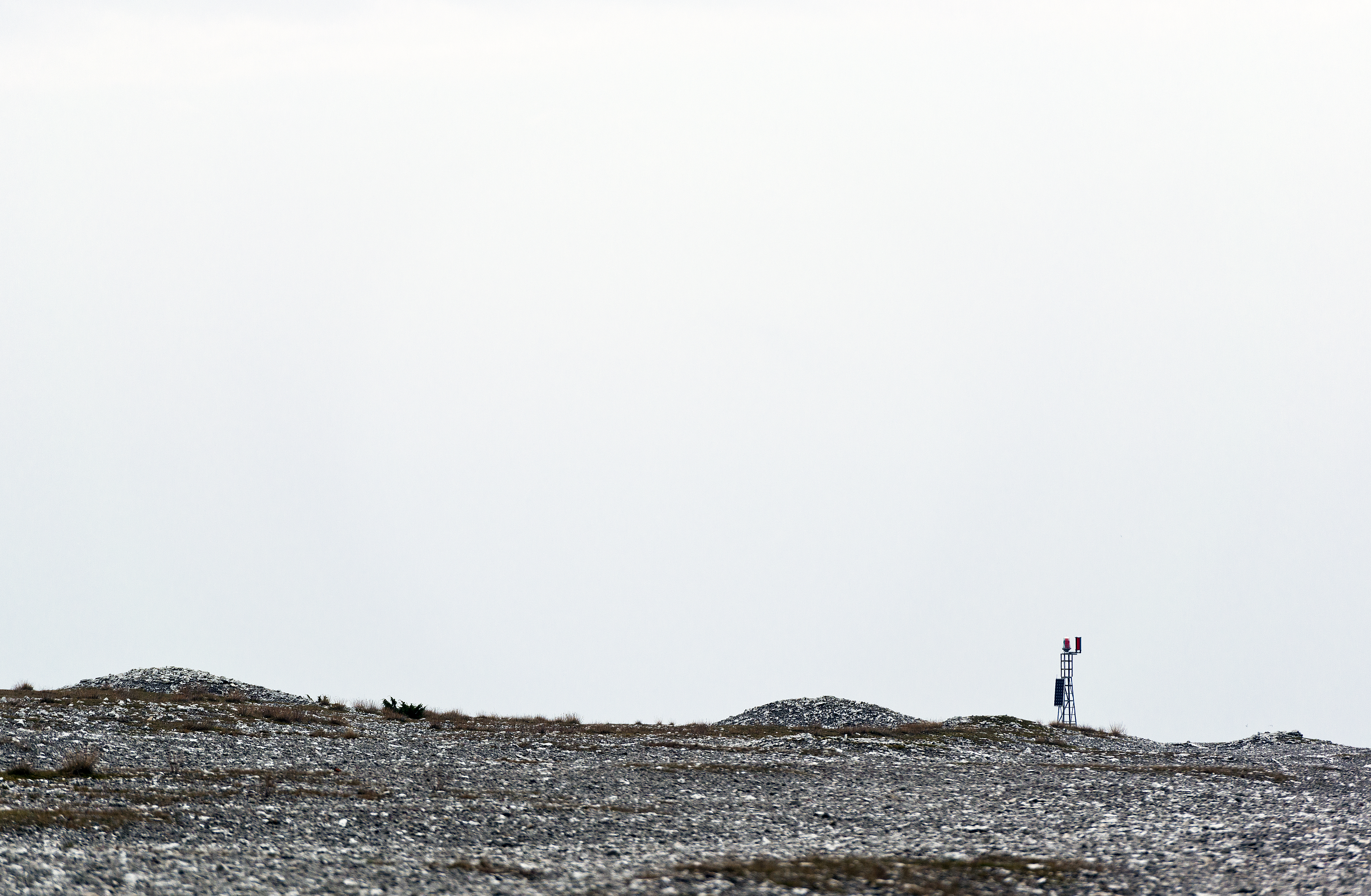
Gravfält på Norsholmen Fårö

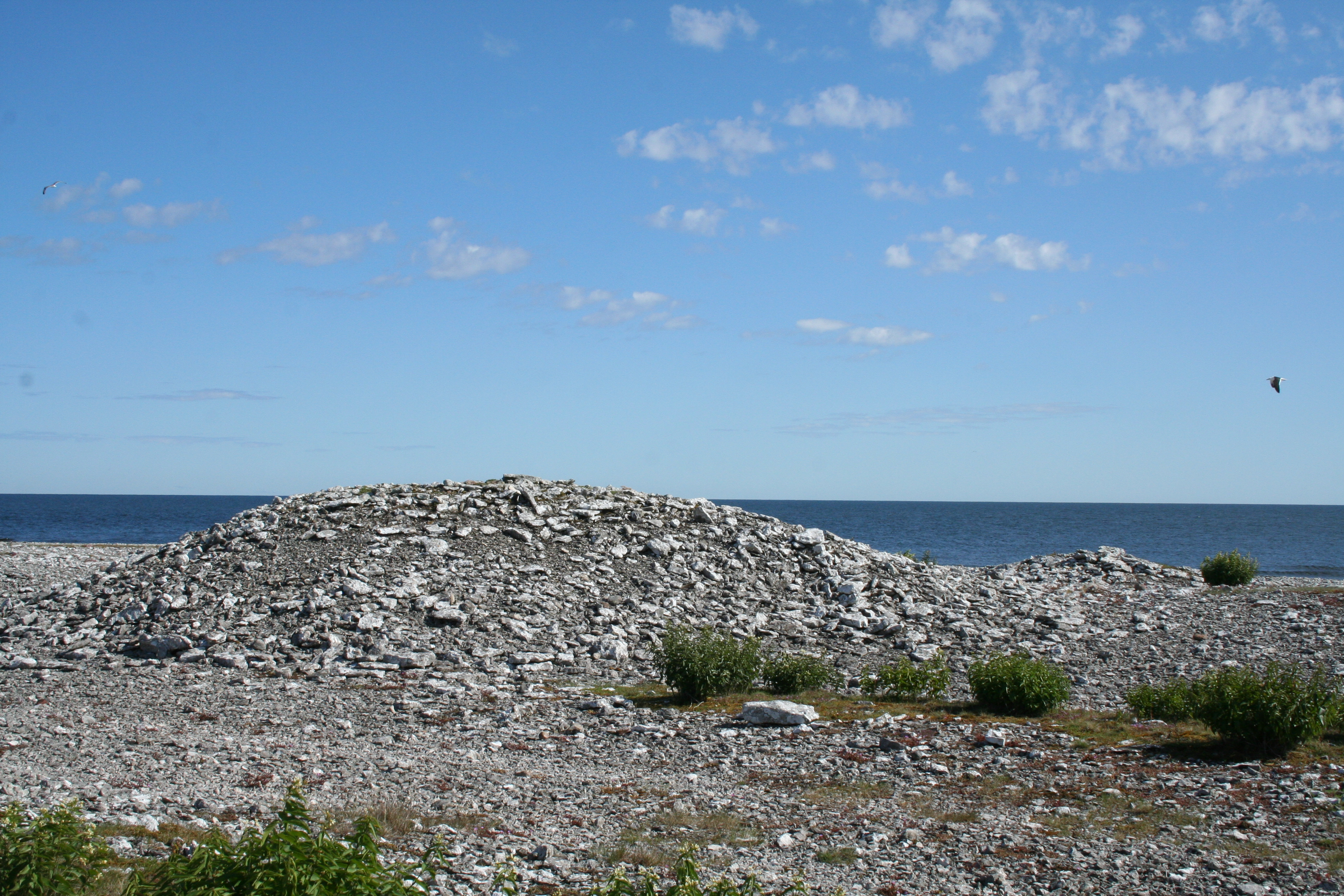
Gravrösen på Norsholmen.

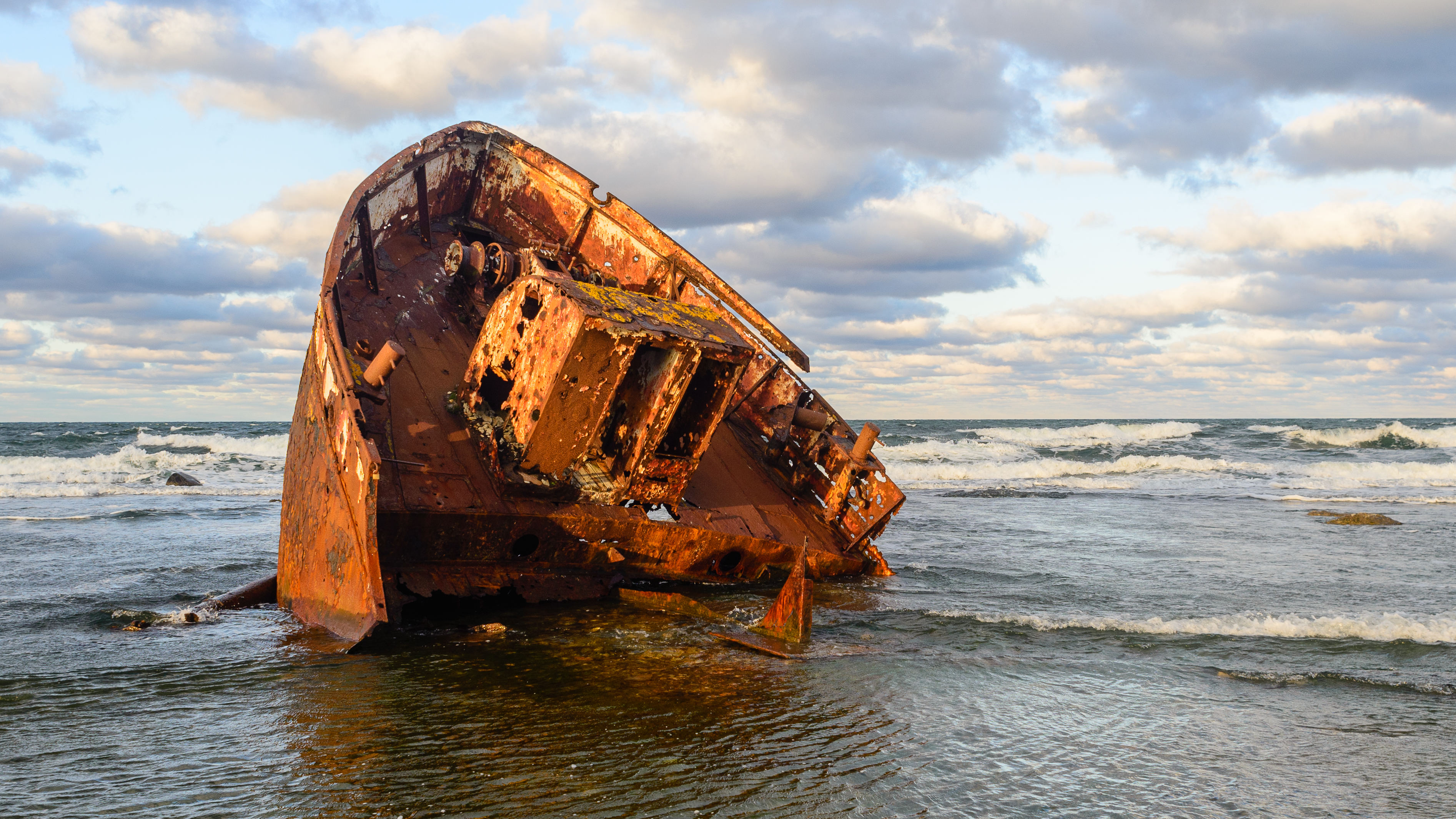
Fören av det sönderslagna tyska lastfartyget Fortuna.

Norsholmen är en halvö på Fårö i Gotlands kommun. Halvöns norra udde utgör Fårös nordspets. Under 1700-talet var Norsholmen en ö, som då hade namnet ”Fenikkeholmen”. Landhöjningen har medfört att ön ombildats till en halvö som i dag skiljer Tällevika och Ajkesvik åt.

## Natur
Norsholmen är sedan 1967 ett fågelskyddsområde och större delen av halvön får ej beträdas mellan den 15 mars och den 15 juli. Fågelskyddsområdet är 137 hektar stort och även ett Natura 2000-område. Området är i första hand känt som en bra lokal för sträckande och rastande fåglar. Under våren passerar här bland annat stora mängder sjöfåglar och vadare; i slutet av maj kan till exempel stora flockar av prutgäss ses dra förbi på väg mot sina arktiska häckningsområden. Häckfågelfaunan består bland annat av vadare som skärfläcka, roskarl, brushane och kärrsnäppa och tärnor som silvertärna och småtärna. I månadsskiftet juli/augusti uppehåller sig flockar av kentska tärnor runt holmen.
Norsholmen är en flack udde med låg vegetation som består av spridda enbuskar och vidsträckta torr- och fuktängar. På fuktig mark växer älväxing, blåtåtel, slankstarr och hirsstarr. På torr mark dominerar fårsvingel, brudbröd, backtimjan, gulmåra, liten blåklocka, jordtistel, getväppling, käringtand och spåtistel. På Norsholmen har också den sällsynta dvärglåsbräken sin enda kända växtlokal på Gotland. Längst ut på udden domineras naturen av kalkstensklapper där endast stinknävan kan växa.

## Industrilämning
Det mest framträdande landmärket på Norsholmen är en industrilämning från 1910-talet. Under första världskriget byggdes här en utskeppningshamn för gotländsk kalksten. Verksamheten lades ned efter bara några år, detta för att krossverket ofta gick sönder och ägarna inte hade pengar kvar till reparationer. I dag återstår ett högt betongfundament och tre stora stenhögar på halvöns sydöstra kust. Kalken transporterades på en smalspårig järnväg ut till Norsholmen, vars banvall i dag används som en gångstig.

## Fornlämningar
Det finns två gravfält på Norsholmen. Vid ”Västra riv”, längst ut på udden, finns ett gravfält med sju rösen och tre runda stensättningar. Ytterligare ett gravfält finns vid ”Karriv” på halvöns östra udde, som består av 18 stensättningar. Mitt på halvön ligger ”Kyrkogården”, som är en medeltida kyrkogård som omges av en ringvall med en diameter på ungefär 35 meter.

## Sjöfart
Det finns flera skeppsvrak utmed Norsholmens kust. Det tyska lastfartyget Fortuna, som förliste i en höststorm 1969, ligger tydligt ovan vatten längst ute på udden. Fartyget var på väg med en last av kaustiksoda från Örnsköldsvik till Antwerpen.
Längst ut på udden finns en mindre fackverksfyr, ”Norsholmens fyr”. Strax innanför den ligger stångmärket ”Norsholmens stång”.